# Dødsrige
Et dødsrige, underverden eller skyggerige er, efter forskellige religiøse opfattelser, et sted, hvor sjæle eller legemer kommer hen efter døden. Forskellige religioner har forskellige ideer om hvordan dødsriget er indrettet.

## Forskellige dødsriger
- Dødsriget (biblen) – dødsriget som det omtales i Biblen
- Hel (dødsrige) eller Helheim – dødsriget i nordisk mytologi
- Tuonela - dødsriget i finsk mytologi